# Pleomorphismus
Der Pleomorphismus (von griechisch pleion „mehr“, morphe „Gestalt“) ist eine historische wissenschaftliche Lehrmeinung, der zufolge sich Zellen, Pilze und Bakterien ineinander umwandeln und in unterschiedlicher Erscheinungsform auftreten können. Während das Konzept des Auftretens unterschiedlicher Erscheinungsformen einer bestimmten Bakterienart sich unter dem Begriff Pleomorphie heutzutage etabliert hat, ist das historische Pleomorphismuskonzept unzutreffend. Es galt bereits in den 1930er Jahren als widerlegt und wird von der modernen wissenschaftlichen Medizin oder Biologie vollständig abgelehnt.

## Historische Bedeutung
Das Konzept des Pleomorphismus ging auf den französischen Chemiker und Biologen Antoine Béchamp zurück, der dazu den Begriff der sogenannten Mikrozyme einführte, die er auch granulations moleculaires nannte und sich dabei auf den bereits vorher etablierten Begriff der unbelebten Zymasen bezog. Ein Teil der Vertreter des Pleomorphismus ging davon aus, dass Zellen oder deren Bestandteile sogar noch nach dem Absterben der Zelle als kleinste Partikel weiterleben können und später sich zu neuen Lebensformen zusammensetzen könnten. Der deutsche Physiologe Theodor Schwann hatte jedoch bereits 1837 bewiesen, dass eine Erhitzung von biologischem Material dazu führt, dass Lebensprozesse beendet werden. Die erfolgreiche Anwendung der Erhitzung durch Louis Pasteur im Jahre 1863, als Pasteurisierung ein bis in die Gegenwart etabliertes Verfahren zur Abtötung von Mikroorganismen, bestätigte dies ebenfalls.
Zu den Vertretern des Pleomorphismus gehörten auch der Zellforscher Carl Wilhelm von Nägeli und Pettenkofers Nachfolger Hans Buchner.
Die These vom Pleomorphismus erreichte in Deutschland zum Beginn des 20. Jahrhunderts ein gewisses Maß an Akzeptanz innerhalb der Mikrobiologie, vor allem beruhend auf den späteren Arbeiten von Günther Enderlein. Diese wurden jedoch bereits zu seinen Zeiten von der Mehrheit der mikrobiologisch forschenden Naturwissenschaftler abgelehnt. So führte die Mikrobiologin Emmy Klieneberger 1931 in einer Arbeit, in der sie den Pleomorphismus mit der von Philalethes Kuhn postulierten Pettenkoferien-Hypothese und der mehrheitlich akzeptierten Monomorphismus-Theorie verglich, unter anderem aus:
„… Ein nicht auf getreuen Beobachtungen, sondern mehr auf theoretischen Spekulationen fußendes systematisches Gebäude eines Bakterienentwicklungskreislaufs hat G. ENDERLEIN aufgestellt. … So müssen die Enderleinschen Spekulationen völlig abgelehnt werden, da sie jede reale Grundlage vermissen lassen. …“
Analog dazu schrieben Carl Stapp (1888–1984), später Direktor des Instituts für Bakteriologie und Serologie der Biologischen Bundesanstalt für Land- und Forstwirtschaft (BBA) in Braunschweig, und Herbert Zycha (1903–1998), später Direktor des Instituts für Forstpflanzenkrankheiten der BBA in Hann. Münden, ebenfalls 1931 in einer experimentellen Arbeit zur Morphologie von Bacillus mycoides:
„… Auf die meist theoretischen Abhandlungen Enderleins (1925, 1930) hier einzugehen, erscheint uns unnötig, da dieser Autor von gänzlich anderen Gesichtspunkten ausgeht und eine Diskussion jeder gemeinsamen Basis entbehrt. …“
Die Pleomorphismus verlor nach der Veröffentlichung entsprechender Forschungsergebnisse schnell an Bedeutung und wird gegenwärtig nur noch von einer im alternativmedizinischen Bereich tätigen Minderheit vertreten. Die Erkenntnisse der modernen Zell-, Molekular- und Mikrobiologie belegen eindeutig, dass die Grundannahmen, auf denen der Pleomorphismus beruht, falsch sind.